# Коефіцієнт підсилення антени
Коефіцієнт підсилення антени — важлива характеристика антен, що показує наскільки інтенсивність випромінювання конкретної антени в певному напрямку більша за інтенсивність випромінювання гіпотетичної ізотропної антени.
Коефіцієнт підсилення антени визначається як відношення щільності потоку енергії, що випромінюється в певному напрямку, до щільності потоку енергії, який був би зафіксований від ізотропної антени. Зазвичай коефіцієнт підсилення антени обчислюється як логарифмічна величина в так званих «ізотропних децибелах» (дБі або dBi): 
{\displaystyle {\text{G}}\left(\mathrm {dBi} \right)=10\cdot \log _{10}\left({\frac {E}{E_{\text{i}}}}\right)}
де G — коефіцієнт підсилення антени в певному напрямку; E — напруженість поля, створюваного антеною в певній точці; Ei — напруженість поля, створюваного ізотропною антеною в тій самій точці.
У загальному випадку коефіцієнт підсилення антени розглядається для довільного напрямку, тобто він є функцією кутових координат. 
Однак, зазвичай під коефіцієнтом підсилення спрямованої антени розуміється максимальний коефіцієнт підсилення цієї антени — у напрямку її найінтенсивнішого випромінювання:
{\displaystyle {\text{G}}_{\text{max}}\left(\mathrm {dBi} \right)=10\cdot \log _{10}\left({\frac {E_{\text{max}}}{E_{\text{i}}}}\right)}
де Gmax — коефіцієнт підсилення антени в напрямку найінтенсивнішого випромінювання; Emax — напруженість поля, створюваного антеною в певній точці в напрямку найінтенсивнішого випромінювання; Ei — напруженість поля, створюваного ізотропною антеною в тій самій точці.